# Ковали (Кременчугский район)
Ковали (укр. Ковалі) — село, Демидовский сельский совет, Кременчугский район, Полтавская область, Украина.
Код КОАТУУ — 5322481003. Население по переписи 2001 года составляло 35 человек.

## Географическое положение
Село Ковали находится в 3,5 км от левого берега реки Сухой Омельник и в 4,5 км от правого берега реки Псёл, на расстоянии в 0,5 км от села Щербухи.
Расстояние до районного центра:Кременчуг : (26 км.), до областного центра:Полтава (82 км.), до столицы:Киев (254 км.), до аэропортов:Полтава (71 км.).

## История
- Есть на карте 1826-1840 годов.[2]

- В 1911 году на хуторе Ковали была земская и церковно-приходская школы и жило 314 человек.[3]